# León Benarós
León Benarós (Villa Mercedes, 6 de febrero de 1915-Buenos Aires, 25 de agosto de 2012) fue un poeta, historiador, abogado, folklorista, crítico de arte y pintor argentino. En la faz literaria pertenece a la llamada Generación del ’40.

## Primeros años
Nacido en el seno de una familia sefardí procedente de Marruecos.  A corta edad su familia dejó su Mercedes natal para vivir primero en Lomas de Zamora (cercana a Buenos Aires), luego en Eduardo Castex (en la provincia de La Pampa) y luego en la Ciudad de Mendoza. Le gustaba la poesía y la historia y empezó a escribir más o menos a los 14 años, estando ya en Buenos Aires.

## Su vinculación con el arte
Estudió en la Facultad de Derecho y Ciencias Sociales de la Universidad de Buenos Aires, donde obtuvo en 1942 su título de abogado y en 1952 fue designado Profesor de Historia del Arte del Colegio Nacional de la Universidad Nacional de La Plata. También tuvo inclinación por la pintura, como delicado dibujante de la flora nacional.
Durante 17 años participó como jurado en el programa televisivo de preguntas y respuestas Odol pregunta. Fue cofundador de la revista literaria Correspondencia México-Argentina (1946) y del periódico Contrapunto (1944-1945). Publicó trabajos en La Nación, Clarín, revista Sur, Nosotros, Verde Memoria, Lyra, Tarja, Realidad, Pájaro de Fuego, Anales de Buenos Aires (dirigida por Jorge Luis Borges), Conducta, Columna, Atlántida, Continente, Reseña de Arte y Letras, Agonía, en el periódico Correo Literario, y en la revista Proa, de la que fue uno de los secretarios. Durante muchos años escribió la sección «El desván de Clío» en la revista Todo es Historia.
En el exterior, colaboró en Cuadernos Americanos (México), Asomante (Puerto Rico), Viernes (Venezuela), Poesía de Venezuela, Cordillera (Bolivia), La Gaceta de Chile, dirigida por Pablo Neruda, La Estafeta Literaria (España), etc.
Verdadero apasionado de la música nativa, se destacó por sus canciones testimoniales, como El Chacho, Viva Güemes así como las que tienen por tema a otros caudillos. Como letrista tiene alrededor de 250 obras registradas en Sadaic, entre las cuales 64 llevan música del Mtro. Carlos Guastavino (1912-2000).Su principal colaborador musical es el Mtro. Fernando Fuenzalida con el que escribió alrededor de un centenar de obras académicas (para canto y piano, canto y guitarra, canto y piano, corales a cappella y con piano) y populares (música de proyección folclórica y música ciudadana. Destaca además su coautoría con Eduardo Falú, Carlos Di Fulvio, Mariano Mores, etc. 
Ha dado conferencias sobre pintura argentina moderna en ciudades de Argentina y también en Lima, Bogotá, Caracas, Quito y La Paz.
En su obra Siete para el tango escribió biografías que van desde Rosendo Mendizábal hasta Rosita Quiroga. Su canción más difundida es la zamba La tempranera, con música de Carlos Guastavino.
Entre las instituciones que lo cuentan entre sus miembros se encuentran la Asociación Argentina de Críticos de Arte, la Asociation Internationale des critiques d´art, París, la Comisión Examinadora de Letristas de SADAIC, la Sociedad de Historiadores Argentinos, la Academia Porteña del Lunfardo (miembro fundador) y la Academia Nacional del Tango.

## Premios y distinciones
- Faja de Honor de la Sociedad Argentina de Escritores (SADE) (1944).
- Premio Municipal de Poesía otorgado por la Municipalidad de la Ciudad de Buenos Aires (1945).
- Premio IPCLAR de la Provincia de Santa Fe por Memorias ardientes (1969).
- Gran Premio de Honor otorgado por la Fundación Argentina para la Poesía (1982).
- Premio Recorrido Dorado otorgado por la Sociedad Distribuidora de Diarios y Revistas (1988).
- Premio Konex - Diploma al Mérito en la categoría Letras (Folclore) de la Fundación Konex (2004).
- Primer Premio de Poesía otorgado por la Municipalidad de la Ciudad de Buenos Aires por Memorias Ardientes (1970).
- Tercer Premio Nacional por Memorias Ardientes y Romances de infierno y cielo
- Gran Premio de Honor de la SADE (1998).
- Premio Trayectoria del Fondo Nacional de las Artes (1995).
- Declarado «Personalidad Emérita de la Cultura Argentina» (Secretaría de Cultura de la Presidencia de la Nación).
- Declarado Ciudadano Ilustre de la Ciudad Autónoma de Buenos Aires
- Segundo «Premio Especial Ricardo Rojas» de la Municipalidad de Buenos Aires, por Leyendas Argentinas.
- Premio «Cesar Mermet» de la Fundación Argentina para la Poesía.

## Obras
- Leyendas argentinas
- Romances paisanos (trabajos y oficios criollos)
- Romances de la tierra
- Versos para el angelito
- Décimas encadenadas
- Romancero criollo
- Cancionero popular argentino (compilación).
- Romances de pueblo
- El rostro inmarcesible.
- Memorias ardientes
- El bello mundo
- El desván de Clío
- Mirador de Buenos Aires
- Siete para el tango
- Romancero argentino
- El río de los años
- Romances de infierno y cielo
- Romances paisanos
- Carmencita Puch
- Elisa Brown
- La mano y los destinos
- El bello mundo
- Flora Natal
- Canto de amor a Buenos Aires
- Romances de pueblo

## Canciones populares
- Cara de negro (12 candombes y pregones de Buenos Aires, con música de Sebastián Piana).
- " Dicen que me estoy quemando" (zamba con música de Fernando Fuenzalida)
- " El cedro azul" (canción con música de Fernando Fuenzalida)
- La tempranera (zamba).
- Mi viña de Chapanay (cueca).
- El sampedrino (canción pampeana).
- Milonga para un fogón (con música de Remo Pignoni).
- Forjadores de la Patria  (álbum con música de Eugenio Inchausti).
- Gente criolla  (álbum con música de Chacho Santa Cruz).
- El Chacho: vida y muerte de un caudillo (álbum con música de Adolfo Abalos, Carlos Di Fulvio, Eduardo Falú, Ramón Navarro y Carlos Vincent (seudónimo de Carlos Guastavino), e interpretado por Jorge Cafrune (1937-1978).

Canciones de cámara
- Flores argentinas (álbum de 12 canciones con música de Carlos Guastavino)
- Pájaros (álbum de 10 canciones con música de Carlos Guastavino).
- Canciones escolares" (álbum de 15 canciones con música de Carlos Guastavino).
- Canciones de cámara (álbum de 6 canciones con música de Fernando Fuenzalida).